# Armin Kremer
Armin Kremer (Crivitz, 4 dicembre 1968) è un pilota di rally tedesco, campione europeo rally nel 2001, tre volte campione
tedesco rally (1996, 1998 e 1999) e vincitore del Campionato Asia-Pacifico rally nel 2003.

## Carriera

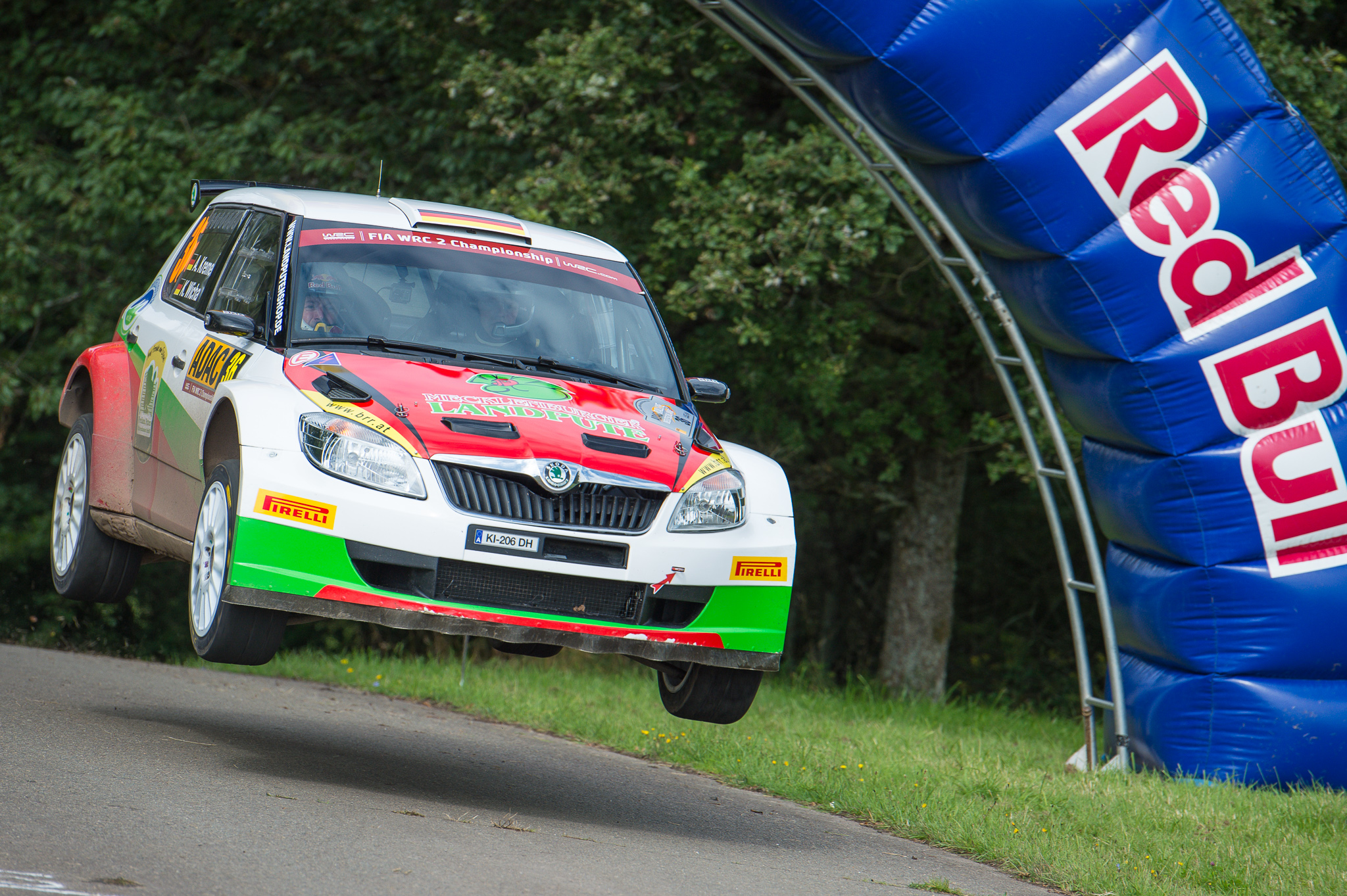
Kremer su Skoda Fabia S2000 al rally di Germania

Il suo esordio nel campionato del mondo rally è avvenuto al Rally del Portogallo del 1995. 
Il 4 luglio 1997 ha avuto un grave incidente con la sua Subaru Impreza nella nona prova speciale del Rallye Deutschland. Il veicolo si è schiantato contro un albero sulla Landesstraße 85 tra Blasweiler e Heckenbach, si è ribaltato e ha subito preso fuoco. Kremer si è divincolato ed è riuscito a scappare dal veicolo in fiamme, mentre il suo copilota Sven Behling è morto bruciando nell'autovettura.
Dal 2013 gareggia nel Campionato mondiale di rally nella classe WRC-2, con un excursus nel WRC-3 nel 2021.
Inoltre occasionalmente è anche commentatore delle trasmissioni di rally per il canale televisivo Eurosport.

## Vittorie nei Rally

### WRC Master Cup
| Nº | Anno | Rally                      | Copilota        | Vettura                | Squadra               |
| -- | ---- | -------------------------- | --------------- | ---------------------- | --------------------- |
| 1  | 2022 | Rally di Croazia           | Timo Gottschalk | Škoda Fabia Rally2 Evo | -                     |
| 2  | 2022 | Rally di Ypres             | Timo Gottschalk | Škoda Fabia Rally2 Evo | -                     |
| 3  | 2022 | Rally dell'Acropoli        | Timo Gottschalk | Škoda Fabia Rally2 Evo | -                     |
| 4  | 2022 | Rally della Nuova Zelanda  | Ella Kremer     | Citroën C3 Rally2      | Saintéloc Junior Team |
| 5  | 2022 | Rally di Catalogna         | Ella Kremer     | Škoda Fabia Rally2 Evo | -                     |
| 6  | 2023 | Rally di Croazia           | Ella Kremer     | Škoda Fabia RS Rally2  | -                     |
| 7  | 2023 | Safari Rally               | Timo Gottschalk | Škoda Fabia Rally2 Evo | -                     |
| 8  | 2023 | Rally dell'Europa Centrale | Ella Kremer     | Škoda Fabia RS Rally2  | -                     |
| 9  | 2024 | Rally di Croazia           | Ella Kremer     | Škoda Fabia RS Rally2  | -                     |
| 10 | 2024 | Rally di Sardegna          | Ella Kremer     | Škoda Fabia RS Rally2  | -                     |
| 11 | 2024 | Rally di Polonia           | Ella Kremer     | Škoda Fabia RS Rally2  | -                     |
| 12 | 2024 | Rally Liepāja              | Ella Kremer     | Škoda Fabia RS Rally2  | -                     |
| 13 | 2024 | Rally dell'Acropoli        | Ella Kremer     | Škoda Fabia RS Rally2  | -                     |
| 14 | 2024 | Rally dell'Europa Centrale | Ella Kremer     | Škoda Fabia RS Rally2  | -                     |

### Altri Rally
| Nº | Anno | Campionato               | Rally                                   | Copilota             | Vettura                     |
| -- | ---- | ------------------------ | --------------------------------------- | -------------------- | --------------------------- |
| 1  | 1993 | Trofeo tedesco           | Rallye Münsterland                      | Lothar Lüttmann      | Ford Escort RS Cosworth     |
| 2  | 1993 | Trofeo tedesco           | Rallye Westküste                        | Sven Behling         | Ford Escort RS Cosworth     |
| 3  | 1995 | Trofeo tedesco           | Int. Neustadt Rallye                    | Sven Behling         | Ford Sierra RS Cosworth 4x4 |
| 4  | 1997 | Campionato europeo rally | Rallye Šumava Mogul                     | Sven Behling         | Subaru Impreza 555          |
| 5  | 1998 | Campionato tedesco       | Int. ADAC Rallye Niedersachsen Anhalt   | Fred Berssen         | Subaru Impreza WRC S5 '97   |
| 6  | 1998 | Campionato europeo rally | Rallye Šumava Mogul                     | Fred Berssen         | Subaru Impreza WRC S5 '97   |
| 7  | 1998 | Campionato europeo rally | Golden Tulip Rally                      | Fred Berssen         | Subaru Impreza WRC S5 '97   |
| 8  | 1998 | Campionato europeo rally | ADAC 3-Städte Rallye                    | Fred Berssen         | Subaru Impreza WRC S5 '97   |
| 9  | 1999 | Campionato tedesco       | Int. ADAC/PRS Rallye Berlin-Brandenburg | Fred Berssen         | Subaru Impreza WRC S5 '97   |
| 10 | 1999 | Campionato europeo rally | Int. ADMV Pneumant Rallye               | Fred Berssen         | Subaru Impreza WRC S5 '97   |
| 11 | 1999 | Campionato tedesco       | ADAC Castrol Rallye Thüringen           | Fred Berssen         | Subaru Impreza WRC S5 '97   |
| 12 | 1999 | Campionato europeo rally | Rally di Germania                       | Fred Berssen         | Subaru Impreza WRC S5 '97   |
| 13 | 1999 | Campionato europeo rally | AvD/STH Hunsrück Rallye                 | Fred Berssen         | Subaru Impreza WRC S5 '97   |
| 14 | 1999 | Campionato europeo rally | Golden Tulip Rally                      | Fred Berssen         | Subaru Impreza WRC S5 '97   |
| 15 | 1999 | Campionato tedesco       | ADAC Saarland Rallye                    | Fred Berssen         | Subaru Impreza WRC S5 '97   |
| 16 | 2000 | Campionato tedesco       | Int. ADAC Rallye Oberland               | Klaus Wicha          | Subaru Impreza WRC S5 '98   |
| 17 | 2000 | Campionato tedesco       | ADAC Castrol Rallye Thüringen           | Klaus Wicha          | Subaru Impreza WRC S5 '98   |
| 18 | 2000 | Campionato tedesco       | Int. ADAC Saarland Rallye               | Bernd Seiter         | Subaru Impreza WRC S5 '98   |
| 19 | 2000 | Campionato europeo rally | ADAC 3-Städte Rallye                    | Klaus Wicha          | Subaru Impreza WRC S5 '98   |
| 20 | 2001 | Campionato europeo rally | Tofaş Rally Turkey                      | Fred Berssen         | Toyota Corolla WRC          |
| 21 | 2001 | Campionato europeo rally | Rally di Bulgaria                       | Fred Berssen         | Toyota Corolla WRC          |
| 22 | 2002 | Campionato tedesco       | Int. ADAC Eifel Rallye                  | Dieter Schneppenheim | Ford Focus WRC '01          |
| 23 | 2016 | Campionato tedesco       | ADAC Cosmo Rallye Wartburg              | Pirmin Winklhofer    | Škoda Fabia R5              |

## Risultati nel mondiale rally

### Risultati nel WRC
| 1995 | Scuderia | Vettura                 |  |  |    |  |  |  |  |  |  |  |  |  |  |  |  |  | Punti | Pos. |
| ---- | -------- | ----------------------- |  |  | -- |  |  |  |  |  |  |  |  |  |  |  |  |  | ----- | ---- |
| 1995 |          | Ford Escort RS Cosworth |  |  | 23 |  |  |  |  |  |  |  |  |  |  |  |  |  | 0     |      |

| 1997 | Scuderia | Vettura                   |    |  |  |  |  |  |  |  |  |  |  |  |  |  |  |  | Punti | Pos. |
| ---- | -------- | ------------------------- | -- |  |  |  |  |  |  |  |  |  |  |  |  |  |  |  | ----- | ---- |
| 1997 |          | Mitsubishi Lancer Evo III | 10 |  |  |  |  |  |  |  |  |  |  |  |  |  |  |  | 0     |      |

| 1998 | Scuderia | Vettura                   |   |  |  |  |  |  |  |  |  |  |  |  |  |  |  |  | Punti | Pos. |
| ---- | -------- | ------------------------- | - |  |  |  |  |  |  |  |  |  |  |  |  |  |  |  | ----- | ---- |
| 1998 |          | Subaru Impreza S5 WRC '97 | 8 |  |  |  |  |  |  |  |  |  |  |  |  |  |  |  | 0     |      |

| 1999 | Scuderia | Vettura                                               |  |  |  |  |  |  |  |     |  |  |  |  |  |    |  |  | Punti | Pos. |
| ---- | -------- | ----------------------------------------------------- |  |  |  |  |  |  |  | --- |  |  |  |  |  | -- |  |  | ----- | ---- |
| 1999 |          | Mitsubishi Carisma GT Evo V Subaru Impreza S5 WRC '98 |  |  |  |  |  |  |  | Rit |  |  |  |  |  | 14 |  |  | 0     |      |

| 2002 | Scuderia | Vettura            |    |  |  |    |  |  |     |  |     |     |  |  |  |    |  |  | Punti | Pos. |
| ---- | -------- | ------------------ | -- |  |  | -- |  |  | --- |  | --- | --- |  |  |  | -- |  |  | ----- | ---- |
| 2002 |          | Ford Focus WRC '01 | 15 |  |  | 15 |  |  | Rit |  | Rit | Rit |  |  |  | 14 |  |  | 0     |      |

| 2004 | Scuderia | Vettura                                       |  |  |  |  |  |  |  |  |  |     |    |  |  |  |  |  | Punti | Pos. |
| ---- | -------- | --------------------------------------------- |  |  |  |  |  |  |  |  |  | --- | -- |  |  |  |  |  | ----- | ---- |
| 2004 |          | Toyota Corolla WRC Mitsubishi Lancer Evo VIII |  |  |  |  |  |  |  |  |  | Rit | SQ |  |  |  |  |  | 0     |      |

| 2011 | Scuderia | Vettura                 |  |  |  |  |  |     |  |  |  |  |  |  |  |  |  |  | Punti | Pos. |
| ---- | -------- | ----------------------- |  |  |  |  |  | --- |  |  |  |  |  |  |  |  |  |  | ----- | ---- |
| 2011 |          | Mitsubishi Lancer Evo X |  |  |  |  |  | Rit |  |  |  |  |  |  |  |  |  |  | 0     |      |

| 2012 | Scuderia | Vettura                |  |  |  |  |    |  |  |  |  |  |  |  |  |  |  |  | Punti | Pos. |
| ---- | -------- | ---------------------- |  |  |  |  | -- |  |  |  |  |  |  |  |  |  |  |  | ----- | ---- |
| 2012 |          | Subaru Impreza STi N16 |  |  |  |  | 21 |  |  |  |  |  |  |  |  |  |  |  | 0     |      |

| 2013 | Scuderia     | Vettura                                                   |    |  |    |  |     |  |    |  |     |  |  |  |  |  |  |  | Punti | Pos. |
| ---- | ------------ | --------------------------------------------------------- | -- |  | -- |  | --- |  | -- |  | --- |  |  |  |  |  |  |  | ----- | ---- |
| 2013 | Stohl Racing | Subaru Impreza STi Subaru Impreza STi N16 Ford Fiesta RRC | 11 |  | 17 |  | Rit |  | 15 |  | Rit |  |  |  |  |  |  |  | 0     |      |

| 2014 | Scuderia     | Vettura                          |    |  |  |  |  |  |  |  |    |  |  |  |  |  |  |  | Punti | Pos. |
| ---- | ------------ | -------------------------------- | -- |  |  |  |  |  |  |  | -- |  |  |  |  |  |  |  | ----- | ---- |
| 2014 | Stohl Racing | Ford Fiesta R5 Škoda Fabia S2000 | 17 |  |  |  |  |  |  |  | 13 |  |  |  |  |  |  |  | 0     |      |

| 2015 | Scuderia                              | Vettura                          |    |  |  |  |    |    |    |  |     |  |     |    |  |  |  |  | Punti | Pos. |
| ---- | ------------------------------------- | -------------------------------- | -- |  |  |  | -- | -- | -- |  | --- |  | --- | -- |  |  |  |  | ----- | ---- |
| 2015 | BRR Baumschlager Rallye & Racing Team | Škoda Fabia S2000 Škoda Fabia R5 | 14 |  |  |  | 21 | 13 | 18 |  | Rit |  | Rit | 13 |  |  |  |  | 0     |      |

| 2016 | Scuderia                              | Vettura        |    |  |    |  |  |    |     |  |    |  |  |     |  |  |  |  | Punti | Pos. |
| ---- | ------------------------------------- | -------------- | -- |  | -- |  |  | -- | --- |  | -- |  |  | --- |  |  |  |  | ----- | ---- |
| 2016 | BRR Baumschlager Rallye & Racing Team | Škoda Fabia R5 | 10 |  | 19 |  |  | 12 | Rit |  | 10 |  |  | Rit |  |  |  |  | 2     | 23º  |

| 2017 | Scuderia                                                       | Vettura                        |     |  |  |  |  |  |  |  |  |   |  |  |  |  |  |  | Punti | Pos. |
| ---- | -------------------------------------------------------------- | ------------------------------ | --- |  |  |  |  |  |  |  |  | - |  |  |  |  |  |  | ----- | ---- |
| 2017 | BRR Baumschlager Rallye & Racing Team M-Sport World Rally Team | Škoda Fabia R5 Ford Fiesta WRC | Rit |  |  |  |  |  |  |  |  | 9 |  |  |  |  |  |  | 2     | 21º  |

| 2018 | Scuderia          | Vettura        |  |  |  |  |  |  |  |  |  |  |  |  |     |  |  |  | Punti | Pos. |
| ---- | ----------------- | -------------- |  |  |  |  |  |  |  |  |  |  |  |  | --- |  |  |  | ----- | ---- |
| 2018 | Motorsport Italia | Škoda Fabia R5 |  |  |  |  |  |  |  |  |  |  |  |  | Rit |  |  |  | 0     |      |

| 2020 | Scuderia | Vettura                |  |  |  |  |  |    |  |  |  |  |  |  |  |  |  |  | Punti | Pos. |
| ---- | -------- | ---------------------- |  |  |  |  |  | -- |  |  |  |  |  |  |  |  |  |  | ----- | ---- |
| 2020 |          | Volkswagen Polo GTI R5 |  |  |  |  |  | 19 |  |  |  |  |  |  |  |  |  |  | 0     |      |

| 2021 | Scuderia | Vettura                                  |  |  |  |  |    |  |  |  |  |  |    |  |  |  |  |  | Punti | Pos. |
| ---- | -------- | ---------------------------------------- |  |  |  |  | -- |  |  |  |  |  | -- |  |  |  |  |  | ----- | ---- |
| 2021 |          | Volkswagen Polo GTI R5 Citroën C3 Rally2 |  |  |  |  | 15 |  |  |  |  |  | 22 |  |  |  |  |  | 0     |      |

| 2022 | Scuderia              | Vettura                                  |  |  |    |     |    |  |  |  |    |    |    |    |  |  |  |  | Punti | Pos. |
| ---- | --------------------- | ---------------------------------------- |  |  | -- | --- | -- |  |  |  | -- | -- | -- | -- |  |  |  |  | ----- | ---- |
| 2022 | Saintéloc Junior Team | Škoda Fabia Rally2 Evo Citroën C3 Rally2 |  |  | 20 | Rit | NP |  |  |  | 16 | 18 | 12 | 26 |  |  |  |  | 0     |      |

| 2023 | Scuderia | Vettura                                      |  |  |  |    |     |     |    |    |  |  |  |    |  |  |  |  | Punti | Pos. |
| ---- | -------- | -------------------------------------------- |  |  |  | -- | --- | --- | -- | -- |  |  |  | -- |  |  |  |  | ----- | ---- |
| 2023 |          | Škoda Fabia RS Rally2 Škoda Fabia Rally2 Evo |  |  |  | 15 | Rit | Rit | 13 | 43 |  |  |  | 20 |  |  |  |  | 0     |      |

| 2024 | Scuderia | Vettura               |  |  |  |    |  |    |    |    |  |    |  |    |  |  |  |  | Punti | Pos. |
| ---- | -------- | --------------------- |  |  |  | -- |  | -- | -- | -- |  | -- |  | -- |  |  |  |  | ----- | ---- |
| 2024 |          | Škoda Fabia RS Rally2 |  |  |  | 19 |  | 16 | 22 | 22 |  | 13 |  | 15 |  |  |  |  | 0     |      |

| Legenda | 1º posto | 2º posto | 3º posto | A punti | Senza punti | Ritirato | Squalificato | NP=Non partito C=Gara cancellata | Apice=Power stage |

### Risultati nel WRC2
| 2013 | Scuderia     | Vettura                                                   |   |  |   |  |     |  |   |  |     |  |  |  |  |  |  |  | Punti | Pos. |
| ---- | ------------ | --------------------------------------------------------- | - |  | - |  | --- |  | - |  | --- |  |  |  |  |  |  |  | ----- | ---- |
| 2013 | Stohl Racing | Subaru Impreza STi Subaru Impreza STi N16 Ford Fiesta RRC | 2 |  | 4 |  | Rit |  | 5 |  | Rit |  |  |  |  |  |  |  | 40    | 13º  |

| 2014 | Scuderia     | Vettura                          |   |  |  |  |  |  |  |  |   |  |  |  |  |  |  |  | Punti | Pos. |
| ---- | ------------ | -------------------------------- | - |  |  |  |  |  |  |  | - |  |  |  |  |  |  |  | ----- | ---- |
| 2014 | Stohl Racing | Ford Fiesta R5 Škoda Fabia S2000 | 4 |  |  |  |  |  |  |  | 3 |  |  |  |  |  |  |  | 27    | 17º  |

| 2015 | Scuderia                              | Vettura                          |   |  |  |  |    |   |   |  |     |  |     |   |  |  |  |  | Punti | Pos. |
| ---- | ------------------------------------- | -------------------------------- | - |  |  |  | -- | - | - |  | --- |  | --- | - |  |  |  |  | ----- | ---- |
| 2015 | BRR Baumschlager Rallye & Racing Team | Škoda Fabia S2000 Škoda Fabia R5 | 3 |  |  |  | 10 | 6 | 5 |  | Rit |  | Rit | 4 |  |  |  |  | 46    | 11º  |

| 2016 | Scuderia                            | Vettura        |   |  |   |  |  |   |     |  |   |  |     |  |  |  |  |  | Punti | Pos. |
| ---- | ----------------------------------- | -------------- | - |  | - |  |  | - | --- |  | - |  | --- |  |  |  |  |  | ----- | ---- |
| 2016 | BRR Baumschlager Rally & Rally Team | Škoda Fabia R5 | 2 |  | 5 |  |  | 4 | Rit |  | 3 |  | Rit |  |  |  |  |  | 55    | 7º   |

| 2017 | Scuderia                              | Vettura        |     |  |  |  |  |  |  |  |  |  |  |  |  |  |  |  | Punti | Pos. |
| ---- | ------------------------------------- | -------------- | --- |  |  |  |  |  |  |  |  |  |  |  |  |  |  |  | ----- | ---- |
| 2017 | BRR Baumschlager Rallye & Racing Team | Škoda Fabia R5 | Rit |  |  |  |  |  |  |  |  |  |  |  |  |  |  |  | 0     |      |

| 2018 | Scuderia          | Vettura        |  |  |  |  |  |  |  |  |  |  |  |  |     |  |  |  | Punti | Pos. |
| ---- | ----------------- | -------------- |  |  |  |  |  |  |  |  |  |  |  |  | --- |  |  |  | ----- | ---- |
| 2018 | Motorsport Italia | Škoda Fabia R5 |  |  |  |  |  |  |  |  |  |  |  |  | Rit |  |  |  | 0     |      |

| 2022 | Scuderia              | Vettura                                  |  |  |    |     |     |  |  |  |   |    |   |    |  |  |  |  | Punti | Pos. |
| ---- | --------------------- | ---------------------------------------- |  |  | -- | --- | --- |  |  |  | - | -- | - | -- |  |  |  |  | ----- | ---- |
| 2022 | Saintéloc Junior Team | Škoda Fabia Rally2 Evo Citroën C3 Rally2 |  |  | 12 | Rit | Rit |  |  |  | 8 | 11 | 5 | 16 |  |  |  |  | 14    | 26º  |

| 2023 | Scuderia | Vettura                                      |  |  |  |   |     |     |    |    |  |  |  |    |  |  |  |  | Punti | Pos. |
| ---- | -------- | -------------------------------------------- |  |  |  | - | --- | --- | -- | -- |  |  |  | -- |  |  |  |  | ----- | ---- |
| 2023 |          | Škoda Fabia RS Rally2 Škoda Fabia Rally2 Evo |  |  |  | 7 | Rit | Rit | 43 | 19 |  |  |  | 10 |  |  |  |  | 20    | 20º  |

| 2024 | Scuderia | Vettura               |  |  |  |   |  |    |    |   |  |    |  |   |  |  |  |  | Punti | Pos. |
| ---- | -------- | --------------------- |  |  |  | - |  | -- | -- | - |  | -- |  | - |  |  |  |  | ----- | ---- |
| 2024 |          | Škoda Fabia RS Rally2 |  |  |  | 9 |  | 10 | 14 | 9 |  | 10 |  | 8 |  |  |  |  | 10    | 30º  |

| Legenda | 1º posto | 2º posto | 3º posto | A punti | Senza punti | Ritirato | Squalificato | NP=Non partito C=Gara cancellata | Apice=Power stage |

### Risultati nel WRC-2 Masters Cup
| 2022 | Scuderia              | Vettura                                  |  |  |   |     |     |  |  |  |   |   |   |   |  |  |  |  | Punti | Pos. |
| ---- | --------------------- | ---------------------------------------- |  |  | - | --- | --- |  |  |  | - | - | - | - |  |  |  |  | ----- | ---- |
| 2022 | Saintéloc Junior Team | Škoda Fabia Rally2 Evo Citroën C3 Rally2 |  |  | 1 | Rit | Rit |  |  |  | 1 | 1 | 1 | 1 |  |  |  |  | 125   | 2º   |

| 2023 | Scuderia | Vettura                                      |  |  |  |   |     |     |   |   |  |  |  |   |  |  |  |  | Punti | Pos. |
| ---- | -------- | -------------------------------------------- |  |  |  | - | --- | --- | - | - |  |  |  | - |  |  |  |  | ----- | ---- |
| 2023 |          | Škoda Fabia RS Rally2 Škoda Fabia Rally2 Evo |  |  |  | 1 | Rit | Rit | 1 | 4 |  |  |  | 1 |  |  |  |  | 87    | 2º   |

| 2024 | Scuderia | Vettura               |  |  |  |   |  |   |   |   |  |   |  |   |  |  |  |  | Punti | Pos. |
| ---- | -------- | --------------------- |  |  |  | - |  | - | - | - |  | - |  | - |  |  |  |  | ----- | ---- |
| 2024 |          | Škoda Fabia RS Rally2 |  |  |  | 1 |  | 1 | 1 | 1 |  | 1 |  | 1 |  |  |  |  | 150   | 1º   |

| Legenda | 1º posto | 2º posto | 3º posto | A punti | Senza punti | Ritirato | Squalificato | NP=Non partito C=Gara cancellata | Apice=Power stage |

### Risultati nel WRC-2 Challenger
| 2023 | Scuderia | Vettura                                      |  |  |  |   |     |     |   |    |  |  |  |   |  |  |  |  | Punti | Pos. |
| ---- | -------- | -------------------------------------------- |  |  |  | - | --- | --- | - | -- |  |  |  | - |  |  |  |  | ----- | ---- |
| 2023 |          | Škoda Fabia RS Rally2 Škoda Fabia Rally2 Evo |  |  |  | 3 | Rit | Rit | 4 | 16 |  |  |  | 9 |  |  |  |  | 29    | 14º  |

| 2024 | Scuderia | Vettura               |  |  |  |   |  |   |    |   |  |   |  |   |  |  |  |  | Punti | Pos. |
| ---- | -------- | --------------------- |  |  |  | - |  | - | -- | - |  | - |  | - |  |  |  |  | ----- | ---- |
| 2024 |          | Škoda Fabia RS Rally2 |  |  |  | 7 |  | 9 | 10 | 8 |  | 9 |  | 8 |  |  |  |  | 19    | 17º  |

| Legenda | 1º posto | 2º posto | 3º posto | A punti | Senza punti | Ritirato | Squalificato | NP=Non partito C=Gara cancellata | Apice=Power stage |

### Risultati nel Gruppo N/WRC3
| 1997 | Scuderia | Vettura                   |   |  |  |  |  |  |  |  |  |  |  |  |  |  |  |  | Punti | Pos. |
| ---- | -------- | ------------------------- | - |  |  |  |  |  |  |  |  |  |  |  |  |  |  |  | ----- | ---- |
| 1997 |          | Mitsubishi Lancer Evo III | 2 |  |  |  |  |  |  |  |  |  |  |  |  |  |  |  | 8     | 13º  |

| 1999 | Scuderia | Vettura                     |  |  |  |  |  |  |  |     |  |  |  |  |  |  |  |  | Punti | Pos. |
| ---- | -------- | --------------------------- |  |  |  |  |  |  |  | --- |  |  |  |  |  |  |  |  | ----- | ---- |
| 1999 |          | Mitsubishi Carisma GT Evo V |  |  |  |  |  |  |  | Rit |  |  |  |  |  |  |  |  | 0     |      |

| 2021 | Scuderia | Vettura                                  |  |  |  |  |   |  |  |  |  |  |   |  |  |  |  |  | Punti | Pos. |
| ---- | -------- | ---------------------------------------- |  |  |  |  | - |  |  |  |  |  | - |  |  |  |  |  | ----- | ---- |
| 2021 |          | Volkswagen Polo GTI R5 Citroën C3 Rally2 |  |  |  |  | 7 |  |  |  |  |  | 5 |  |  |  |  |  | 17    | 23º  |

| Legenda | 1º posto | 2º posto | 3º posto | A punti | Senza punti | Ritirato | Squalificato | NP=Non partito C=Gara cancellata | Apice=Power stage |

## Palmarès

### Rally

#### Campionato europeo
2001
- su Toyota Corolla WRC

#### Campionato Asia-Pacifico rally
2003
- su Mitsubishi Lancer Evo VII

#### Campionato tedesco rally
1996, 1998 e 1999